# Enicospilus caenospilus
Enicospilus caenospilus är en stekelart som beskrevs av Cameron 1911. Enicospilus caenospilus ingår i släktet Enicospilus och familjen brokparasitsteklar. Inga underarter finns listade i Catalogue of Life.